# Discografia dei The 69 Eyes
Questa pagina contiene l'intera discografia dei The 69 Eyes dagli esordi fino ai tempi odierni.

## Album

### Album studio
- 1992 – Bump 'n' Grind
- 1995 – Savage Garden
- 1997 – Wrap Your Troubles in Dreams
- 1999 – Wasting the Dawn
- 2000 – Blessed Be
- 2002 – Paris Kills
- 2004 – Devils
- 2007 – Angels
- 2009 – Back in Blood
- 2012 – X
- 2016 – Universal Monsters
- 2019 – West End
- 2023 – Death of Darkness

### Album dal vivo
- 2007 – Angels/Devils
- 2008 – The 69 Eyes: Hollywood Kills

### Raccolte
- 1994 – Motor City Resurrection
- 2003 – Framed in Blood - The Very Blessed of the 69 Eyes
- 2008 – Goth N' Roll
- 2013 – The Best Of Helsinki Vampires

## EP
- 1992 – High Times, Low Life
- 1993 – Music for Tattooed Ladies & Motorcycle Mamas Vol 1
- 1995 – Velvet Touch
- 2013 – Love Runs Away
- 2016 – Jerusalem

## Singoli
| Anno | Titolo                                               | Album                         |
| ---- | ---------------------------------------------------- | ----------------------------- |
| 1993 | "Music For Tattooed Ladies & Motorcycle Mamas Vol 1" | -                             |
| 1995 | "Velvet Touch"                                       | Savage Garden                 |
| 1997 | "Call Me"                                            | Wrap Your Troubles in Dreams  |
| 1999 | "Wasting the Dawn"                                   | Wasting the Dawn              |
| 2000 | "Gothic Girl"                                        | Blessed Be                    |
| 2001 | "Brandon Lee"                                        | Blessed Be                    |
| 2001 | "The Chair"                                          | Blessed Be                    |
| 2001 | "Stolen Season"                                      | Blessed Be                    |
| 2001 | "Dance D'amour"                                      | Paris Kills                   |
| 2002 | "Betty Blue"                                         | Paris Kills                   |
| 2003 | "Crashing High"                                      | Paris Kills                   |
| 2004 | "Lost Boys"                                          | Devils                        |
| 2004 | "Devils"                                             | Devils                        |
| 2004 | "Feel Berlin"                                        | Devils                        |
| 2005 | "Sister of Charity"                                  | Devils                        |
| 2007 | "Perfect Skin"                                       | Angels                        |
| 2007 | "Never Say Die"                                      | Angels                        |
| 2007 | "Rocker"                                             | Angels                        |
| 2007 | "Ghost"                                              | Angels                        |
| 2009 | "Dead Girls Are Easy"                                | Back in Blood                 |
| 2009 | "Dead N' Gone"                                       | Back in Blood                 |
| 2010 | "Kiss Me Undead"                                     | Back in Blood                 |
| 2012 | "Red"                                                | X                             |
| 2012 | "Borderline"                                         | X                             |
| 2013 | "Rosary Blue" (feat. Kat Von D)                      | Love Runs Away                |
| 2013 | "Lost Without Love"                                  | The Best of Helsinki Vampires |
| 2016 | "Jet Fighter Plane"                                  | Universal Monsters            |
| 2016 | "Dolce Vita"                                         | Universal Monsters            |
| 2017 | "Christmas in New York City"                         | -                             |

## Compilation
- 1996 – Hell on Earth
- 1996 – Dictators Forever, Forever Dictators
- 1996 – I Wanna Be a Stooges
- 1997 – Stranded in the Doll's House
- 1999 – Sonic Seducer - Like a Taste of Sin!
- 1999 – Orkus Presents the best of 1999
- 2000 – Orkus Presents the best of 2000